# Euonthophagus crocatus
Euonthophagus crocatus là một loài bọ cánh cứng trong họ Bọ hung (Scarabaeidae).